# Simorejo (Kepoh Baru)
Simorejo is een bestuurslaag in het regentschap Bojonegoro van de provincie Oost-Java, Indonesië. Simorejo telt 1978 inwoners (volkstelling 2010).